# Хронологія світових рекордів з бігу на 1500 метрів серед жінок
Світові рекорди з бігу на 1500 метрів визнаються Світовою легкою атлетикою з-поміж результатів, показаних на відповідній дистанції на біговій доріжці стадіону, за умови дотримання встановлених вимог.
Світові рекорди у бігу на 1500 метрів серед жінок фіксуються з 1967.

## Хронологія рекордів
| Результат                             | Атлетка                           | Місто змагань | Дата змагань | Примітки    | Відео            |
| ------------------------------------- | --------------------------------- | ------------- | ------------ | ----------- | ---------------- |
| 4.17,3h                               | Енн Сміт Велика Британія          | Лондон        | 03.06.1967   |             |                  |
| 4.15,6h                               | Марія Гоммерс Нідерланди          | Сіттард       | 24.10.1967   |             |                  |
| 4.12,4h                               | Паола Піньї Італія                | Мілан         | 02.07.1969   |             |                  |
| 4.10,7h (4.10,77)                     | Ярослава Єглічкова Чехословаччина | Афіни         | 20.09.1969   |             |                  |
| 4.09,6h (4.09,62)                     | Карін Бурнеляйт НДР               | Гельсінкі     | 15.08.1971   |             |                  |
| 4.06,9h                               | Людмила Брагіна СРСР              | Москва        | 18.07.1972   |             |                  |
| 4.06,5h (4.06,47)                     | Людмила Брагіна СРСР              | Мюнхен        | 04.09.1972   |             |                  |
| 4.05,1h (4.05,07)                     | Людмила Брагіна СРСР              | Мюнхен        | 07.09.1972   |             |                  |
| 4.01,4h (4.01,38)                     | Людмила Брагіна СРСР              | Мюнхен        | 09.09.1972   |             | Відео на YouTube |
| 3.56,0h                               | Тетяна Казанкіна СРСР             | Подольськ     | 28.06.1976   |             |                  |
| 3.55,0h                               | Тетяна Казанкіна СРСР             | Москва        | 06.07.1980   |             |                  |
| 3.52,47                               | Тетяна Казанкіна СРСР             | Цюрих         | 13.08.1980   |             | Відео на YouTube |
| 3.50,46                               | Цюй Юнься КНР                     | Пекін         | 11.09.1993   |             | Відео на YouTube |
| 3.50,07                               | Гензебе Дібаба Ефіопія            | Фонв'єй       | 17.07.2015   | [ 1 ]       | Відео на YouTube |
| 3.49,11                               | Фейт Кіп'єгон Кенія               | Флоренція     | 02.06.2023   | [ 2 ] [ 3 ] | Відео на YouTube |
| 3.49,04                               | Фейт Кіп'єгон Кенія               | Париж         | 07.07.2024   | [ 4 ] [ 5 ] | Відео на YouTube |
| 3.48,68                               | Фейт Кіп'єгон Кенія               | Юджин         | 05.07.2025   | [ 6 ]       | Відео на YouTube |
| 0 років, 1 день від дати встановлення |                                   |               |              |             |                  |